# غليزان
 غليزان  (بتيفيناغ:  بالأمازيغية: غيل ني إزان، بالفرنسية: Relizane) هي إحدى بلديات الجزائر ومقر ولاية غليزان ودائرة غليزان. وتعد من أعرق وأشهر المدن بالجزائر  إذ تعد وريثة مدينة مينا التاريخية التي لعبت دورا هاما في التاريخ القديم وشهدت على ذلك العديد من الآثار المكتشفة في عهد الإستعمار الفرنسي وكذلك بعد الاستقلال.
وتعد مدينة غليزان ملتقى العديد من الطرق الوطنية التي تساهم في حركة تجارية هامة تنعكس إيجابا على التنمية المحلية إذ تبعد عن الجزائر العاصمة بـ 297 كم وعن وهران 130 كم أم مستغانم 58 كم ومعسكر 67 كم والشلف 89 كم تيارت 97 كم.
إضافة لما تتمتع به من أراضي فلاحية خصبة تتواجد بسهل مينا الذي ينتج أجود أنواع الحمضيات والزيتون بالجزائر والفضل يعود لسد سيدي امحمد بن عودة المشيد على ضفاف وادي مينا 
ولعل السمة الأبرز المدينة هي شدة حرارتها التي تتجاوز أحيانا 47 درجة مئوية  مما يجعل صيفها جد حار لكن شتائها معتدل لكنه سقوط الأمطار جد متذبذب

## التسمية
ظهر اسم إيغيل إن يزان لأول مرة على يد العلامة يحي ابن خلدون في كتابه الشهير بغية الرواد في ذكر ملوك بني عبد الواد إذ تحدث عن المعارك التي جرت في عهد الدولة الزيانية وبالضبط القرن 8هـ  ويرجح أن معنى التسمية هو السهل المحروق باللسان البربري.

## جغرافيا

### طوبوغرافيا
تظهر التضاريس في 3 كيلومترات المحيطة بغليزان اختلافات طفيفة فقط في الارتفاع، مع اختلاف أقصى في الارتفاع يبلغ 65 مترًا ومتوسط ارتفاع فوق مستوى سطح البحر 70 مترًا. في الـ 16 كيلومترًا، اختلافات طفيفة في الارتفاع فقط (533 مترًا). في الـ 80 كيلومترًا، اختلافات كبيرة جدًا في الارتفاع (1,268 مترًا).
المنطقة الواقعة على 3كلم من غليزان مغطاة بأراضي المحاصيل (47٪)، والأسطح الاصطناعية (31٪)، والنباتات المتناثرة (11٪)، ضمن مسافة 16كلم من الأراضي الزراعية (53٪) والنباتات المتناثرة (31٪) وضمن 80 كيلومترات عن طريق الأراضي الزراعية (47٪) والنباتات المتناثرة (17٪).

### المناخ
في غليزان، يكون الصيف قصيرًا وحارًا وجافًا وغالبًا ما يكون صافًا والشتاء طويل وبارد وعاصف وغائم جزئيًا. خلال العام، تتراوح درجة الحرارة عمومًا من 7 درجات مئوية إلى 38 درجة مئوية ونادراً ما تكون أقل من 3 درجات مئوية أو أعلى من 42 درجة مئوية.
يستمر الموسم الحار لمدة 2.8 شهرًا، من 18 جوان إلى 11 سبتمبر، بمتوسط درجة حرارة مرتفعة يوميًا فوق 33 درجة مئوية. أكثر شهور السنة حرارة في غليزان هو شهر أوت، حيث يبلغ متوسط درجة الحرارة 37 درجة مئوية والصغرى 23 درجة مئوية.
يستمر الموسم البارد لمدة 4.0 أشهر، من 17 نوفمبر إلى 18 مارس، بمتوسط درجة حرارة مرتفعة يومية أقل من 21 درجة.
أبرد شهر في السنة في غليزان هو يناير، بمتوسط درجة حرارة صغرى 7 درجات مئوية وحد أقصى 16 درجة مئوية.2

### أشعة الشمس
يتعرض متوسط الإشعاع الشمسي على الموجات القصيرة للحوادث اليومية لتغيرات موسمية شديدة على مدار العام. يستمر الوقت الأكثر إشراقًا في العام لمدة 3.5 شهرًا، من 5 مايو إلى 20 أغسطس، مع إشعاع شمسي على الموجات القصيرة الحادثة لكل متر مربع بأكثر من 6.8 كيلو وات في الساعة. أشهر شهور السنة في غليزان هو يونيو، بمتوسط 7.8 كيلو واط في الساعة.

يستمر الوقت الأكثر قتامة من العام لمدة 3.4 شهرًا، من 31 أكتوبر إلى 10 فبراير، مع إشعاع شمسي على الموجة القصيرة الحادثة لكل متر مربع أقل من 3.6 كيلو واط في الساعة. أحلك شهور السنة في غليزان هو ديسمبر، بمتوسط 2.6 كيلو وات في الساعة 3
| البيانات المناخية لـغليزان                                                                                           | البيانات المناخية لـغليزان | البيانات المناخية لـغليزان | البيانات المناخية لـغليزان | البيانات المناخية لـغليزان | البيانات المناخية لـغليزان | البيانات المناخية لـغليزان | البيانات المناخية لـغليزان | البيانات المناخية لـغليزان | البيانات المناخية لـغليزان | البيانات المناخية لـغليزان | البيانات المناخية لـغليزان | البيانات المناخية لـغليزان | البيانات المناخية لـغليزان |
| الشهر | يناير                      | فبراير                     | مارس                       | أبريل                      | مايو                       | يونيو                      | يوليو                      | أغسطس                      | سبتمبر                     | أكتوبر                     | نوفمبر                     | ديسمبر                     | المعدل السنوي              |
| --- | -------------------------- | -------------------------- | -------------------------- | -------------------------- | -------------------------- | -------------------------- | -------------------------- | -------------------------- | -------------------------- | -------------------------- | -------------------------- | -------------------------- | -------------------------- |
| متوسط درجة الحرارة الكبرى °ف                                                                                         | 61                         | 64                         | 68                         | 73                         | 82                         | 91                         | 99                         | 99                         | 90                         | 81                         | 70                         | 63                         | 78                         |
| متوسط درجة الحرارة الصغرى °ف                                                                                         | 45                         | 46                         | 48                         | 52                         | 59                         | 66                         | 73                         | 73                         | 68                         | 61                         | 52                         | 46                         | 57                         |
| الهطول إنش | 1.82                       | 2.06                       | 0.58                       | 1.8                        | 0.56                       | 0.35                       | 0.11                       | 0.26                       | 0.76                       | 1.28                       | 1.90                       | 1.78                       | 13.26                      |
| متوسط درجة الحرارة الكبرى °م                                                                                         | 16                         | 18                         | 20                         | 23                         | 28                         | 33                         | 37                         | 37                         | 32                         | 27                         | 21                         | 17                         | 26                         |
| متوسط درجة الحرارة الصغرى °م                                                                                         | 7                          | 8                          | 9                          | 11                         | 15                         | 19                         | 23                         | 23                         | 20                         | 16                         | 11                         | 8                          | 14                         |
| الهطول مم | 46.3                       | 52.3                       | 14.8                       | 45                         | 14.1                       | 8.9                        | 2.8                        | 6.7                        | 19.2                       | 32.5                       | 48.3                       | 45.3                       | 336.2                      |
| المصدر: https://fr.weatherspark.com/y/42387/M%C3%A9t%C3%A9o-moyenne-%C3%A0-Relizane-Alg%C3%A9rie-tout-au-long-de-l'a |                            |                            |                            |                            |                            |                            |                            |                            |                            |                            |                            |                            |                            |

### الموقع
تقع غرب الجزائر، تحدها من الشرق الشلف وتيسمسيلت ومن الجنوب تيارت ومعسكر ومن الغرب مستغانم.

## التاريخ

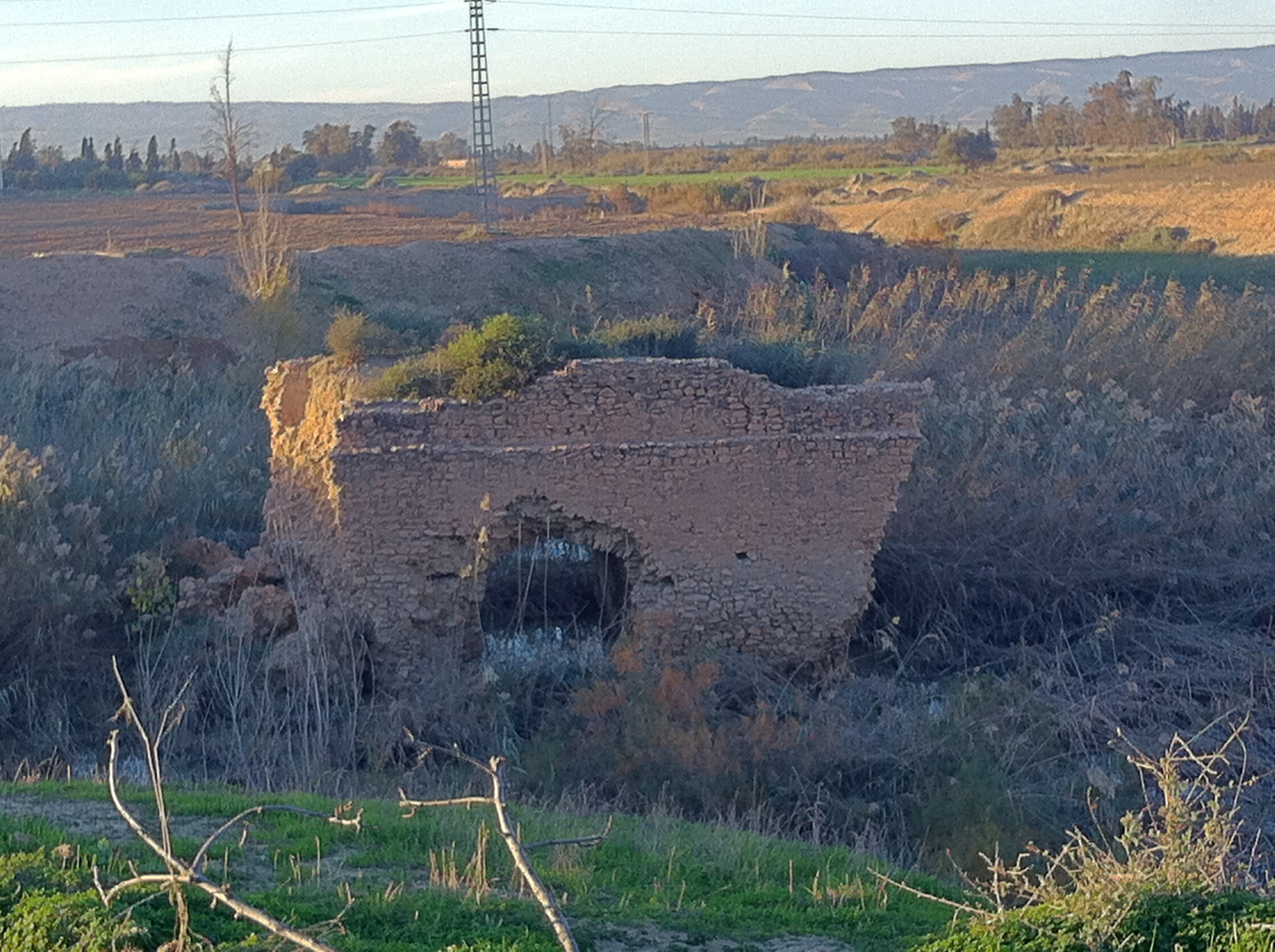
بقايا جسر روماني بالمدخل الغربي لمدينة غليزان

### تاريخ قديم

#### الحقبة النوميدية
تعد مدينة غليزان مبنية في نطاق المدينة القديمة مينا حيث دلت الآثار على تواجدها منذ القرن 2 ق.م وكانت تابعة لموريطانيا وعاصمتها شرشال أيول.

#### الحقبة الرومانية
شهد الإحتلال الروماني للمنطقة عقب ضم الإمبراطور كاليغولا أراضي موريطانيا القيصرية لأراضي الإمبراطورية الرومانية عام 40 م مما أدى بهم لإنشاء حصن عسكري لمراقبة حركة الأهالي المتمردين خاصة أن ثورة أيدمون خربت العديد من المدن: الشلف ومينا وبلان بريزيدانيوم  وسرعان ما تحول المعسكر لمدينة شهدت إزدهارا حقيقيا رغم الثورات العنيفة لكنها كانت تتعافى بسرعة وكانت الديانة الوثنية هي السائدة بالمنطقة لغاية إعتناق الأهالي الديانة المسيحية حيث بنيت كنيسة لعبت دورا هاما في النشاط الديني بالمنطقة

#### الحقبة الوندالية
في عام 430 م احتل الوندال شمال إفريقيا وخربوا العديد من المدن وكانت مدينة مينا في تلك الفترة تمثل المنطقة في مجمع قرطاج الكنسي لـ 484 م و525 م

### العصر الوسيط

#### الحقبة الزيانية
في 11 ذي الحجة 765 هجري ذكر يحي ابن خلدون أن إيغيل إن يزان كانت بها وقائع جرت أحداثها وصرح بـ:
| غليزان | ثم أخرج أعلى الله ملكه بركابه العلي يوم الإثنين الحادي عشر منه فجد السير لحرب الأعداء بعد أن إستوزر الشيخ أبا موسى عمران بن موسى بن فارس ابن حريز اللؤلؤي فلقيته الجيوش دوين البطحاء فثناها ونزل البطحاء وقد طانبها بإغيل إن يزان | غليزان |

و ورد عن يحي ابن خلدون كذلك أن عيد الأضحى حل بإيغيل إن يزان 

### الحقبة الإستعمارية

#### الطلائع الأولى للمحتل الفرنسي

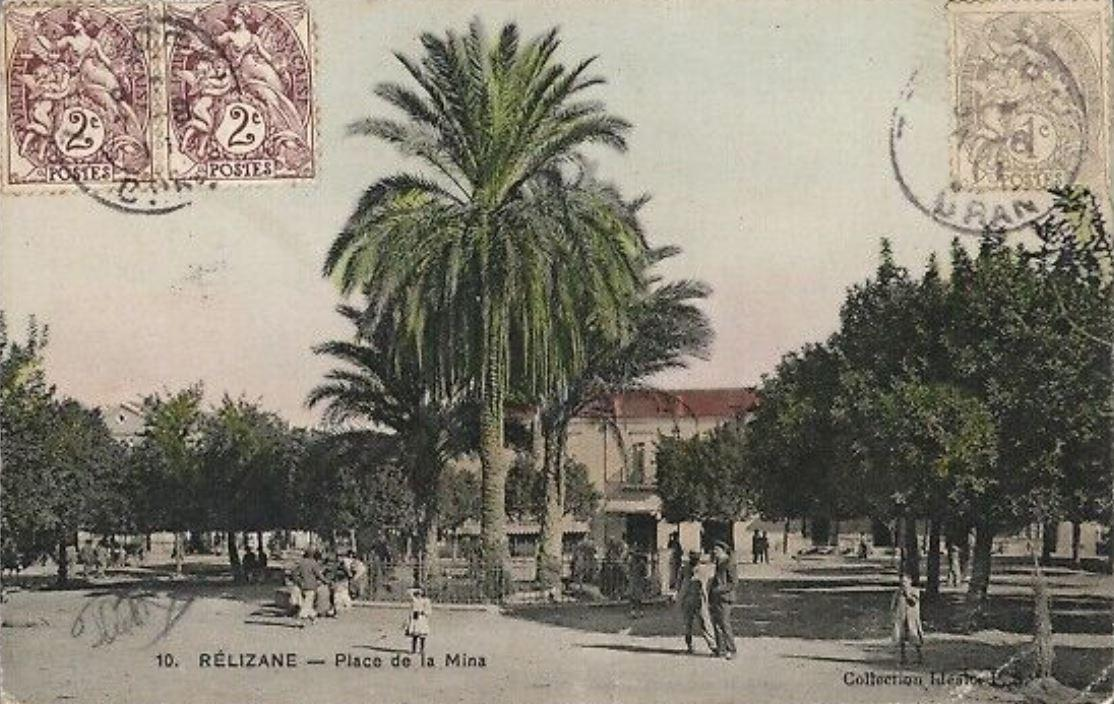
الساحة التي أستقبل بها المعمرين الأوائل

يعود تثبيت الجنود الفرنسيين في المنطقة عام 1842م وهم الذي إستقبلوا القادمين من جنوب فرنسا  حيث في عام 1844، تم اكتشاف سد روماني قديم قام المهندسون الفرنسيون بإصلاحه (تم ترميم الأعمال الهيدروليكية القديمة جزئيًا في القرن الثامن عشر). في عام 1853م، استقر الأوروبيون الأوائل في السهل وزرعوا مساحات صغيرة من القمح والشعير بالإضافة إلى عدد قليل من مناطق التبغ التي تم التخلي عنها بسرعة حيث قضت الملاريا على مجموعات سكانية بأكملها في ذلك الوقت.

#### تأسيس المدينة
تم إصدار مرسوم تأسيس مدينة غليزان حتى27 يناير 1857. حيث تأسست كمركز إستطاني ومنذ ذلك الحين، أعطتها بعض المنازل التي شُيدت بعد سكة حديد الجزائر - وهران وجهًا جديدًا. في غضون ذلك، يتزايد عدد سكان أوروبا.
وأتى الفرنسيون من الجنوب جارد والإسبان من فالنسيا وأليكانتي ومورسيا وألميريا.كانت حوالي عشرين مزرعة كانت تزرع القطن.و شهدت المدينة بعد ذلك تطوراً مذهلاً، لكن الأمراض والجفاف وعدم كفاية المحاصيل أبطأت أي تقدم.

#### زيارة نابليون
وفي 01 أفريل 1865 إرتقت غليزان من مستوطنة لبلدية كاملة الصلاحيات حيث زارها نابليون الثالث بعد شهر  وإنبهر بالأراضي الخصبة وأطلق عليها اسم كاليفورنيا الجزائر في إطار حملته إتجاه تأسيس المملكة العربية ولتهدأت الأهالي الغاضبين بسب نفي أبناء قبيلة فليتة لكورسيكا أصدر قرار يتضمن العفو الشامل إتجاه الذين تسببوا في أحداث ثورة سيدي لزرق بلحاج الذي كاد أن يحتل غليزان في جوان 1864م .

## المدينة بعد الإستقلال

### أحياء المدينة[15]
- وسط المدينة
- حي القرابة ( غليزان)
- حي عدل (غليزان)

وسط مدينة غليزان

- المدينة الجديدة عدة بن عودة (غليزان)
- الزيتون
- المحطة الثانية
- ديانسي
- برزقة عبد القادر
- الإنتصار
- مونفيزو
- الرق
- الطوب
- شميرك
- سطال
- زغلول
- أوفلا
- المركبات
- السنافر
- دالاس
- لالة عافية
- قاردموبيل
- ديار الورد
- النصر
- الحفرة
- كاستور
- الزراعية
- لارمود
- الزرز
- شادلي
- عيسات إيدير
- الإقامة
- بنعمة
- الرمان

## ديمغرافيا
| السنوات    | 1901 | 1926  | 1931  | 1936  | 1948  | 1954  | 1966  | 1975  | 1987  | 1998   | 2008   | 2015   |
| ---------- | ---- | ----- | ----- | ----- | ----- | ----- | ----- | ----- | ----- | ------ | ------ | ------ |
| عدد السكان | 6000 | 12700 | 15400 | 16500 | 21800 | 27100 | 43500 | 48094 | 83864 | 111186 | 130094 | 147720 |

## المواصلات

### الطرقات
تضم بلدية غليزان أهم الطرقات الحيوية مثل:
- الطريق السريع شرق-غرب على بعد 6 كيلومترات شمال المدينة على مستوى بلدية بلعسل منذ 15 أوت 2009.
- الطريق الوطني رقم04 .
- الطريق الوطني رقم 07
- الطريق الوطني رقم 23

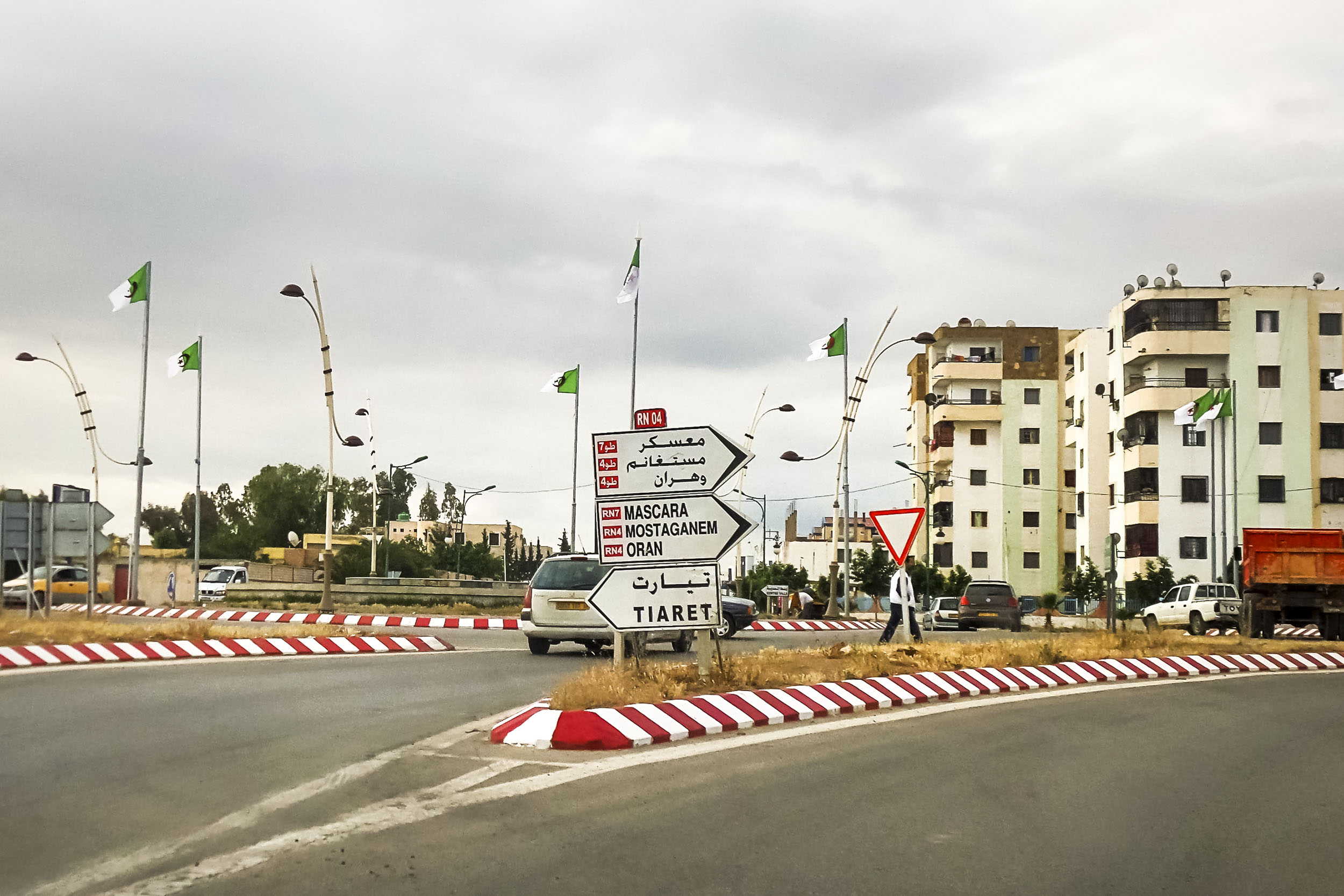
محور دوران مؤدي إلى تيارت
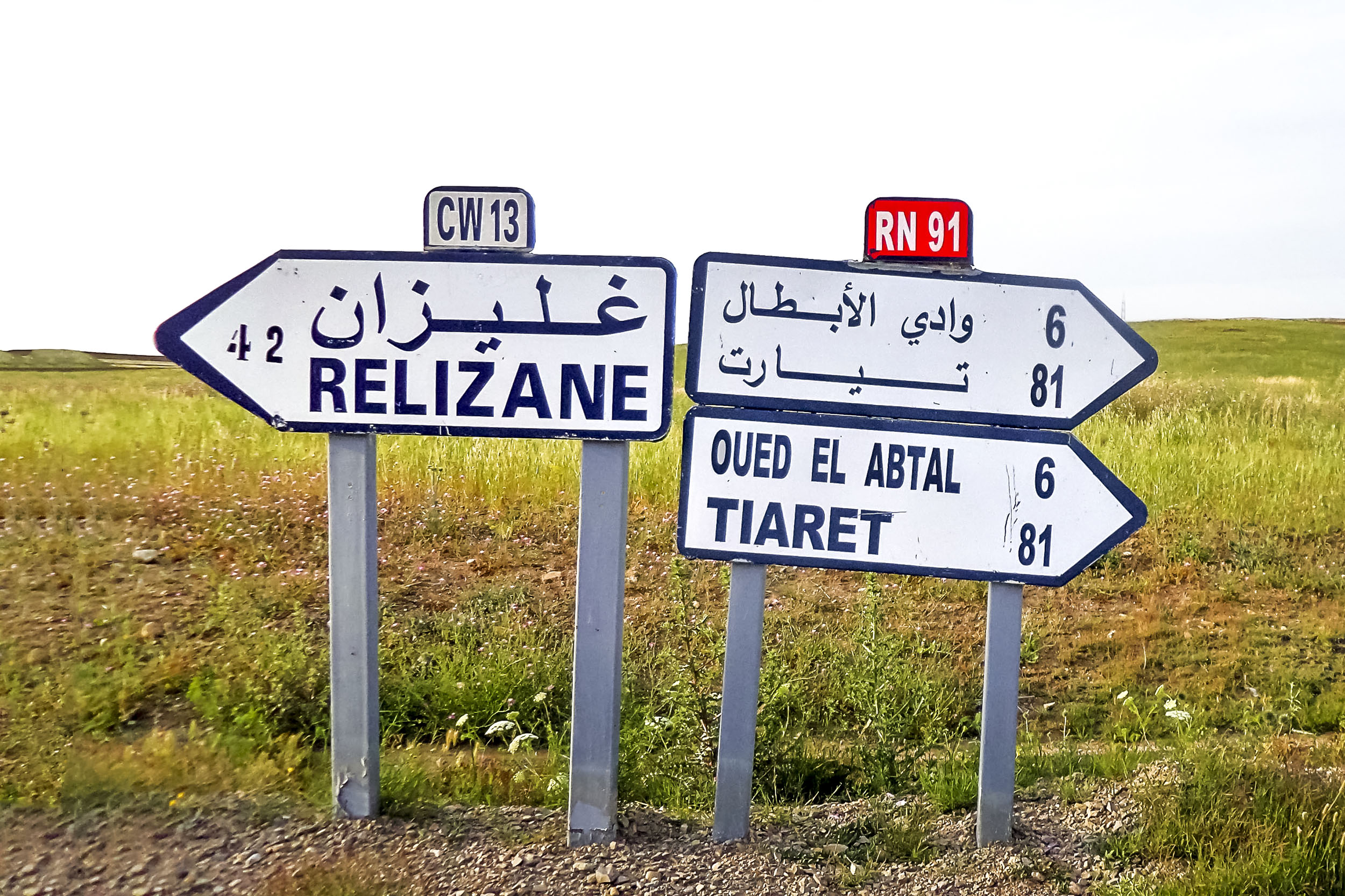
لافتات توجيهية تظهر الطريق الوطني رقم 13
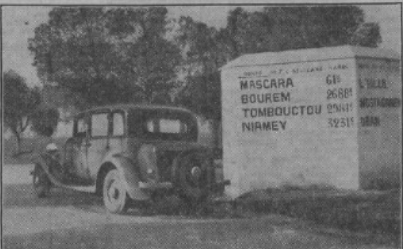
حجر كيلومتري

### المطار
- مطار غليزان : المطار مقفل للرحلات العادية وهو قيد الدراسة لإعادة تأهيله

### النقل الحضري

#### نقل سيارات الاجرة
نقل ما بين البلديات مثل:
1. غليزان - زمورة
2. غليزان- بن داود
3. غليزان- واد الجمعة
4. غليزان- المطمر
5. غليزان- يلل

النقل الحضري المتمثل في سيارات الاجرة وشركات وسيارات الأجرة

#### النقل بالحافلات
| رقم الخط | نهاية الخط | رقم الخط | نهاية الخط |
| -------- | ---------- | -------- | ---------- |
| 01       | الإنتصار   | 15       | بن داود    |
| 02       |            | 17       | سيميتال    |
| 03       | كاستور     | 19       | سيدي الحاج |
| 07       | النصر      | 05       | الرمان     |
|          | شميريك     |          | سطال       |

### السكك الحديدية
تمتلك مدينة غليزان محطتي قطار أهمها:
1. محطة قطار غليزان المخصصة خط سكة الحديدية الرابط بين وهران والجزائر العاصمة والذي أنشأ عام 1869م مما عزز من دينامكية المدينة خاصة في في مجال نقل المسافرين والذي يتكفل به أكثر من نوع قطار مثل «كوراديا أو السريع أو نقل ما بين الجهات: غليزان وهران» أو نقل البضائع المتعاقد مع ديوان الوطني للحبوب وأو نفطال
2. محطة قطار مخصص لخط السكة الحديدية تيارت - مستغانم وتيارت - وهران ووهو حاليا متوفف عن الخدمة  - قطار 1091 خط غليزان - وهران

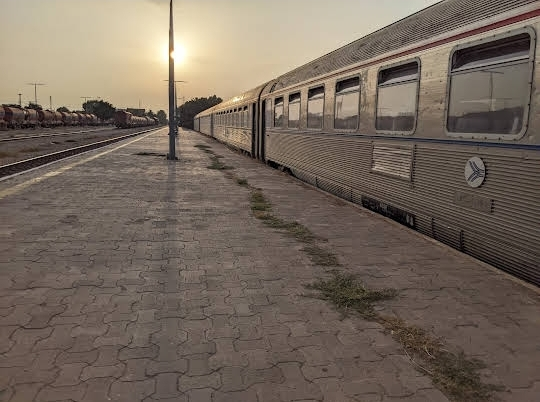
قطار 1091 خط غليزان - وهران
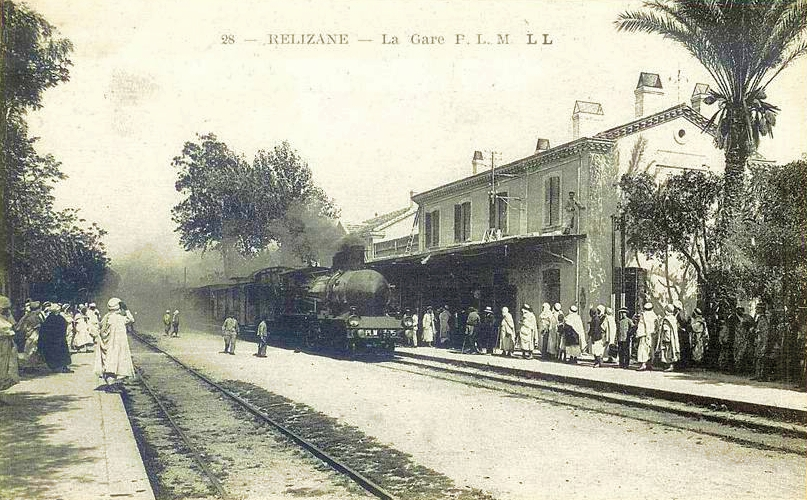
المحطة عام 1901
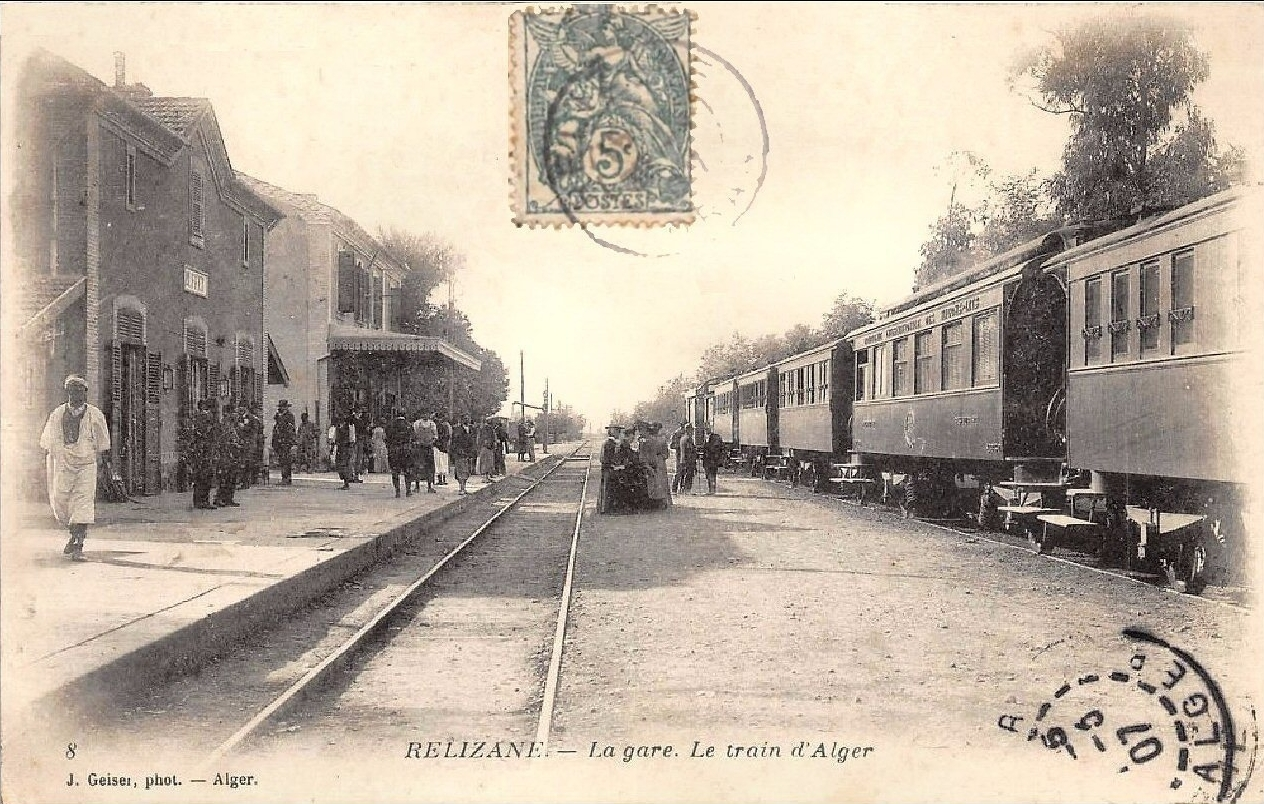

  - المحطة عام 1901

## الإقتصاد

### الصناعة

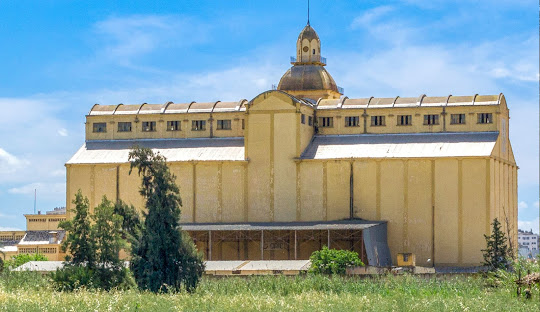
تعاونية الحبوب والبقول الجافة

تضمن مدينة غليزان العديد من المؤسسات والشركات الصناعية أبرزها التي تشتغل على الصناعة التحويلية مثل النسيجية والغذائية، ومن أهم هذه الشركات:
1. CCLS: تعاونية نشاطها الأساسي الصناعة التحويلية للحبوب بالإضافة إلى تسويق الحبوب والبقوليات [19]
2. مؤسسة النسيج BOOM : هذه مؤسسة صناعية تهتم بالمنسوجات مثل ملابس العمال والملابس الداخلية.[20]
3. دياكوبا: من أهم مهام الشركة :[21]
  1. تعبئة الخضار والفواكه المجففة والغذائية لآلات البيع
  2. توزيع المشروبات أو الأطعمة لتقديم الطعام، المنتجات الغذائية الساخنة،

## التعليم

### التعليم العالي
- جامعة غليزان
- جامعة التكوين المتواصل غليزان UFC[22]

### معاهد
- معهد التكوين الموسيقي التابع لمعهد الجهوي بوهران[23]
- المعهد الوطني المتخصص في التكوين المهني غليزان[24]

### التكوين المهني
- مركز التكوين المهني والتمهين مغيش يمينة
- مركز التكوين المهني والتمهين سي مجاهد
- مركز التكوين للبنات بحي الإنتصار

### التعليم الثانوي
- سي طارق
- أحمد مدغري
- أحمد فرانسيس
- العقيد عثمان
- ثانوية العقيد علي التونسي
- إسماعيل العماري
- بلحاج جلول بغدادي
- متقنة عدة بن عودة

## منشآت دينية

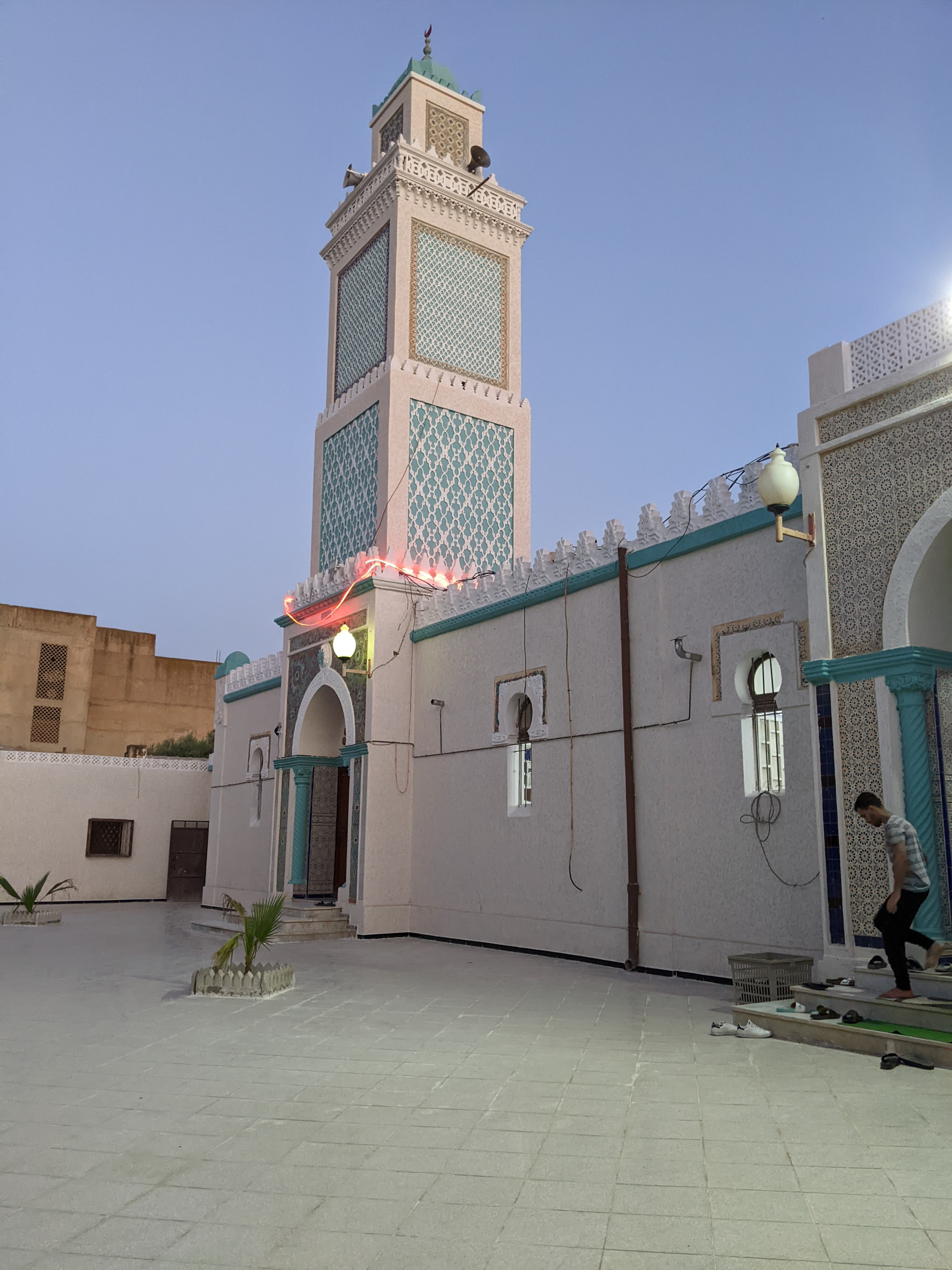
الجامع الكبير وسط مدينة غليزان

### مساجد
- جامع النور (غليزان)
- المسجد الكبير (غليزان)
- مسجد عقبة بن نافع
- جامع بن عمر
- مسجد شنتوف
- مسجد زيد بن الخطاب
- مسجد عمر بن الخطاب
- مسجد موسى بن نصير
- مسجد جلول بوناب
- مسجد عدة طاهرات
- مسجد بن جادور
- مسجد عائشة أم المؤمنين
- مسجد عثمان بن عفان
- مسجد الحسين بن علي
- مسجد أبي ذر الغفاري
- مسجد علي بن أبي طالب
- مسجد عبد القادر بلعالية
- مسجد حمزة بن عبد المطلب
- مسجد سيدي علي بن عومر
- مسجد عمار بن ياسر
- مسجد السلام
- مسجد الصفا
- مسجد النصر
- مسجد الهدى
- مسجد بلهواري
- مسجد الزمخشري
- مسجد السنة
- مسجد الرحمة
- مسجد الشيخ عمر البسكري
- مسجد مصطفى الرماصي
- مسجد عبد الرحمان بن عوف
- مسجد سلمان الفارسي
- مسجد أبي بكر الصديق
- مسجد سي محمد بن يحي
- مسجد سعد بن أبي وقاص
- مصلى الشيخ أمحمد بلفضيل
- مصلى سيدي عابد
- مصلى الشهيد محمد بلكيلالي
- مصلى سي الطاهر بلهوراي
- مصلى سي علي بن عومر

### زوايا
- الزاوية الرحمانية
- زاوية الحاج شايب الذراع[28]
- الزاوية العلاوية
- زاوية الشيخ عبد القادر بن عدة
- زاوية الشيخ بلمكي الرحمانية[29]

## ثقافة وفنون

### موسيقى

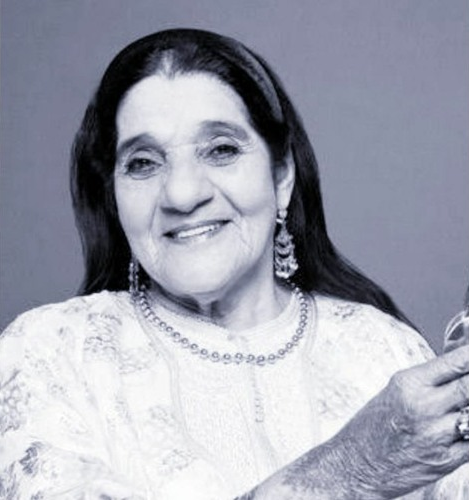
الشيخة-ريميتي

تعد مدينة غليزان حاضنة للعديد من الفنون والطبوع الغنائية مثل طابع المشيخة أو البدوي الذي إستلهم قصائد الإخوة بلفوضيل وبرز فيه الشيخ محمد الغليزاني  وسجل أسطواناته بفرنسا
كما شهدت المدينة إستضافة أيقونة الراي الشيخة الريميتي القادمة من بلعباس عام 1941م يث إنضمت مع فرقة موسيقية محلية وسرعان ما وضعت مكانة لصوتها الجهوري كما كان للشيخة ربيعة مكانة هي الأخرى في هذا الفن وكان معجبيها بأرض المهجر بكم إقامتها بفرنسا
وأدى للراي المطرب الشاب مومن في أواسط الثمانينيات مكانة بين نجوم الراي حيث كان مصطفى عنقر كاتب أغانيه والذي أجادها مومن بكل إتقان وزادت شعبيته عند ذهابه لفرنسا بداية التسعينيات أين إنضم لفرقة djam & fam الذين إشتهروا بأغنية رايي دارلي
أما الجانب النسوي كان بدون منازع للشابة الزهرة التي أدت مع نجوم مطربي الراي مثل : الشاب الطاهر والشاب حسني والشاب حميد وإشتهرت بأغنية سكنت مارساي 

### السينما

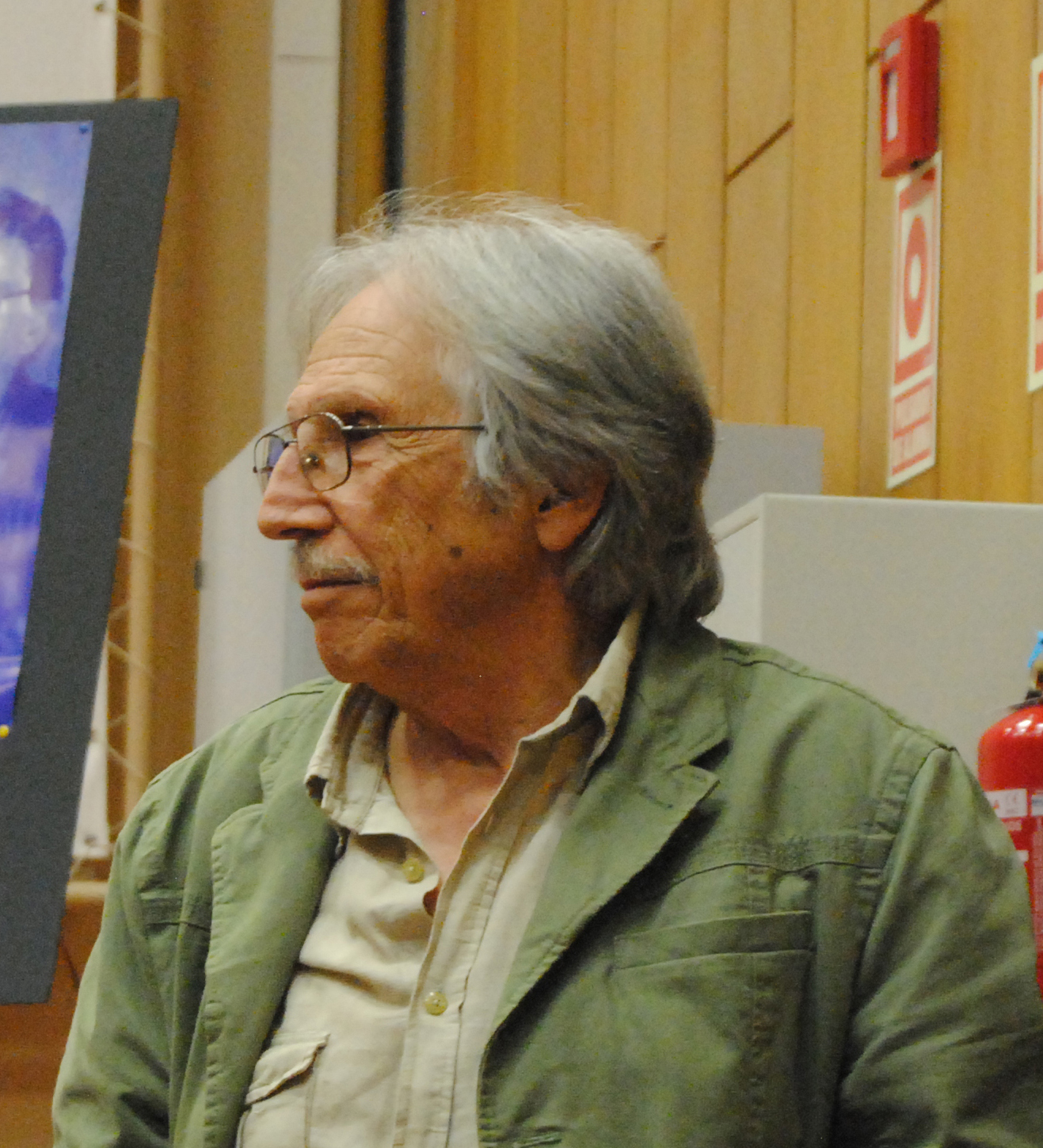
ماريو برينتا

جرت بعض وقائع أحداث فيلم حسان النية بمدينة غليزان يث كان سان النية بطل الفيلم قادما من الجزائر العاصمة إتجاه مدينة تلمسان وبكم أن المدينة تقع بين المدينتين نزل بها لكن تفاجأ بوجود مخالفة لسيارته وتعرضه لغرامة وعجز عن تسديدها إلا بعد تدخل أحد الأشخاص وشارك في الفيلم فنانين من مدينة غليزان مثل باقي وعابد فراحلية والأيقونة فاطمة بلحاج ابنة مدينة غليزان التي فازت بجائزة أحسن ممثلة
وتنظم بالمدينة أيضا مهرجان خاص بالفيلم الوثائقي تحت إسم مهرجان دولي سيدي امحمد بن عودة للفيلم الوثائقي  والذي يعد من المهرجان الأول في الوثائقي من تنظيم جمعية الزيتونة و إستضاف المهرجان في طبعته الثانية المخرج الإيطالي ماريو برينتا والمعهد الثقافي الإيطالي بالجزائر تحت إشراف السيدة أنطونيا غراندي  ويقدم المهرجان جائزة العلفة الذهبية للأفلام الطويلة والقصيرة

### الرسم

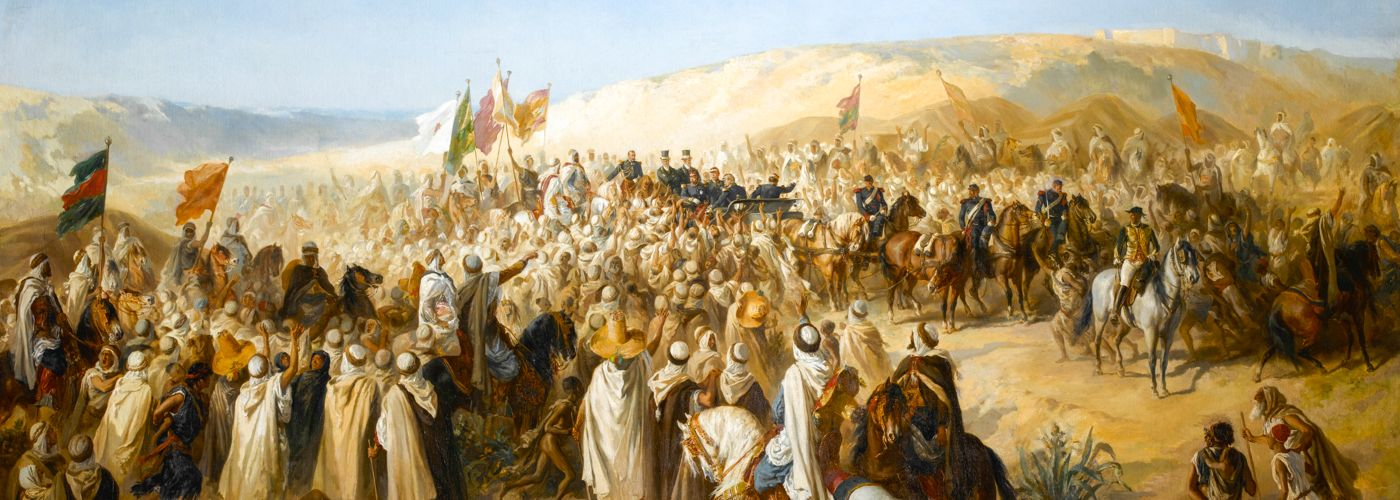
زيارة نابلوين الثالث لمدينة غليزان 1865م

للرسم مكانة هامة في المدينة إذ قام الفرنسيون برسم وتخليد العديد من الوقائع التاريخية مثل زيارة نابلوين الثالث لمدينة غليزان 1865م بعد مقاومة سيدي لزرق بلحاج والتي رسمها الفنان ألفريد جارو
ويعد الفنان امحمد إسياخم من أشهرالفنانين الجزائرين الذين ترعرعوا بالمدينة لمدة 17سنة  وترك بصمته في فن الرسم والديكور المسرحي وحتى العملات الورقية سواء الوطنية أو الأجنبية ولعل أبرز أعماله الفنية هي الحقد المقدس وفي عام 2015م أقيم على شرفه ملتقى وطني يبرز فيها أهم أعماله ومسيرته الجهادية والفنية بحضور عائلته

### المسرح
يعد المسرح من أهم الفنون المتجذرة في المدينة والتي لديها جمهورخاص حيث برز العديدمن الفنانين على غرارعابد فراحلي وأحمد باشامختار، باقي، نكاع بن عودة، عابد بوخبزة، وهم من الرعيل الأول أما بخصوص الجيل الثاني فبرز كل من :هواري عرابي، فؤاد بن دوبابة الذي شارك في مسرحية كارت بوسطال وخاطيني، عدة فرقان، عبد الله عدة، لزرق شرشاف وكان لكل مسرحي بصمته الخاصة حيث مثلوا المدينة بجمعيات ثقافية مثل القوالة، جيل الظهرة النبراس ونالوا العديد من الجوائز الوطنية 

## معرض صور

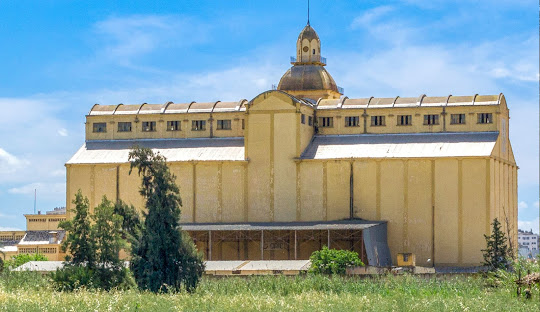
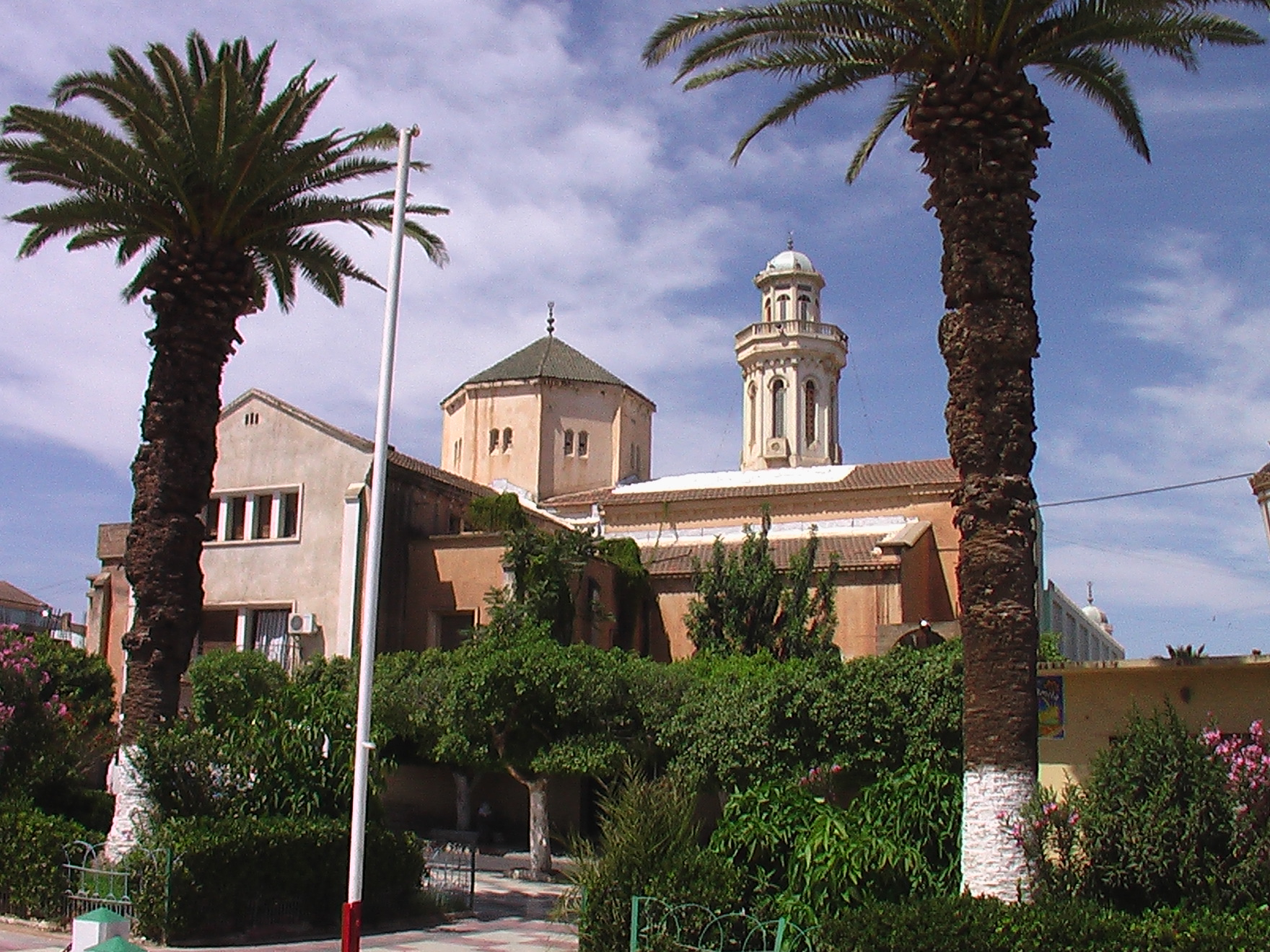
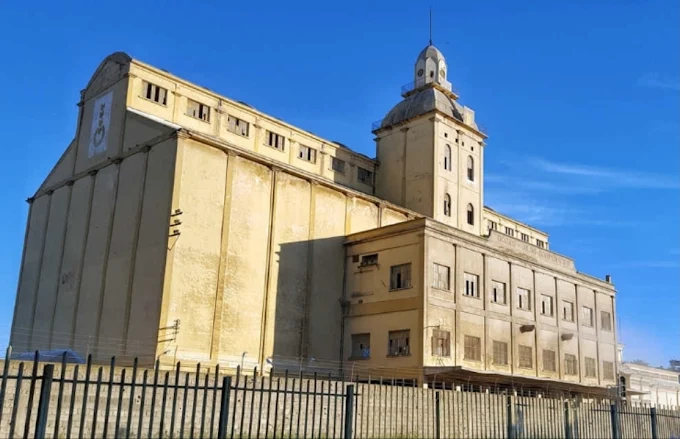
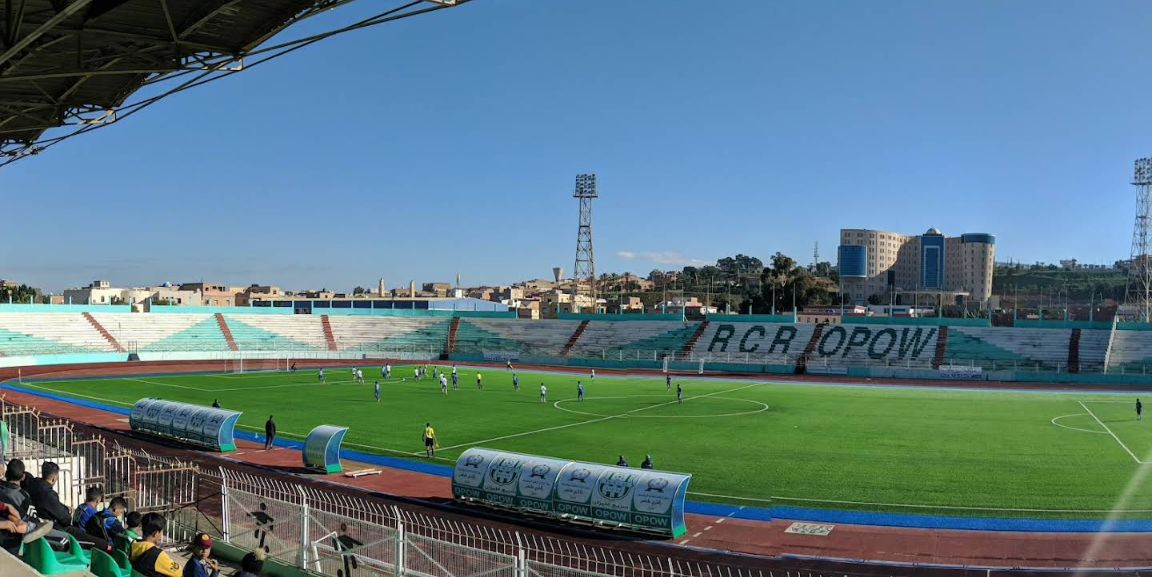
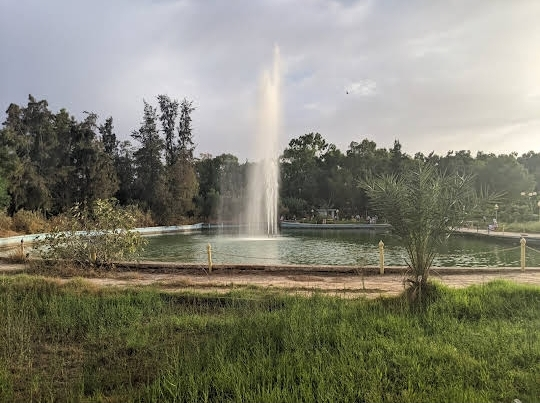
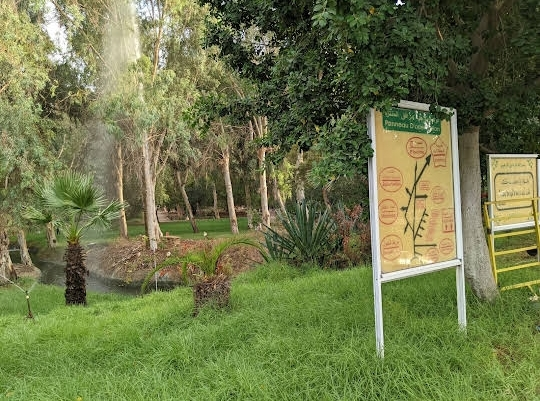
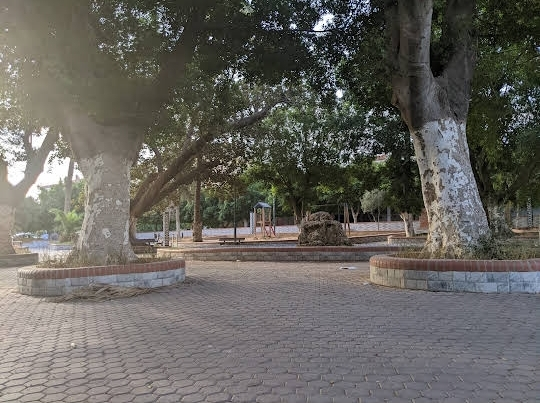
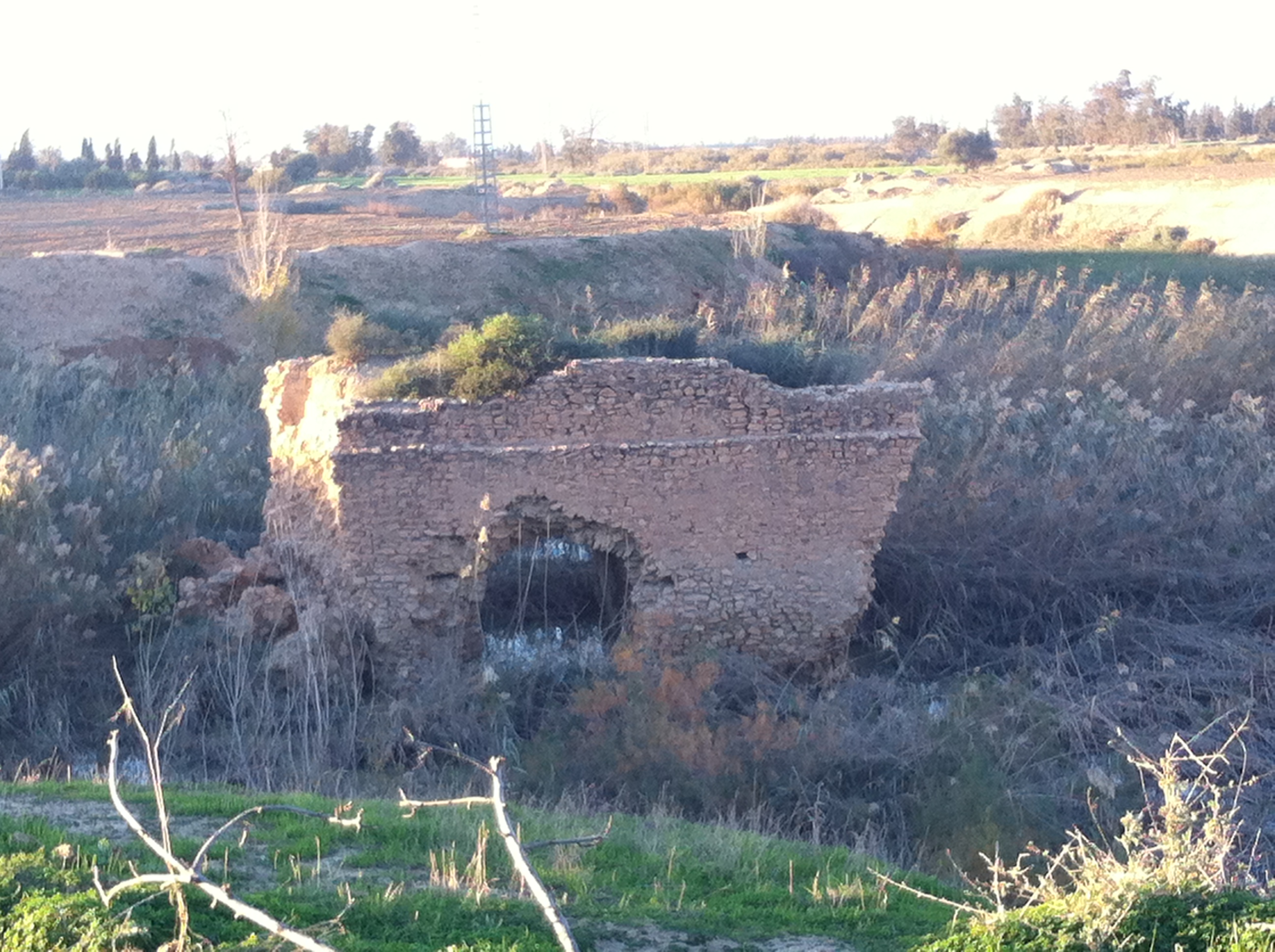
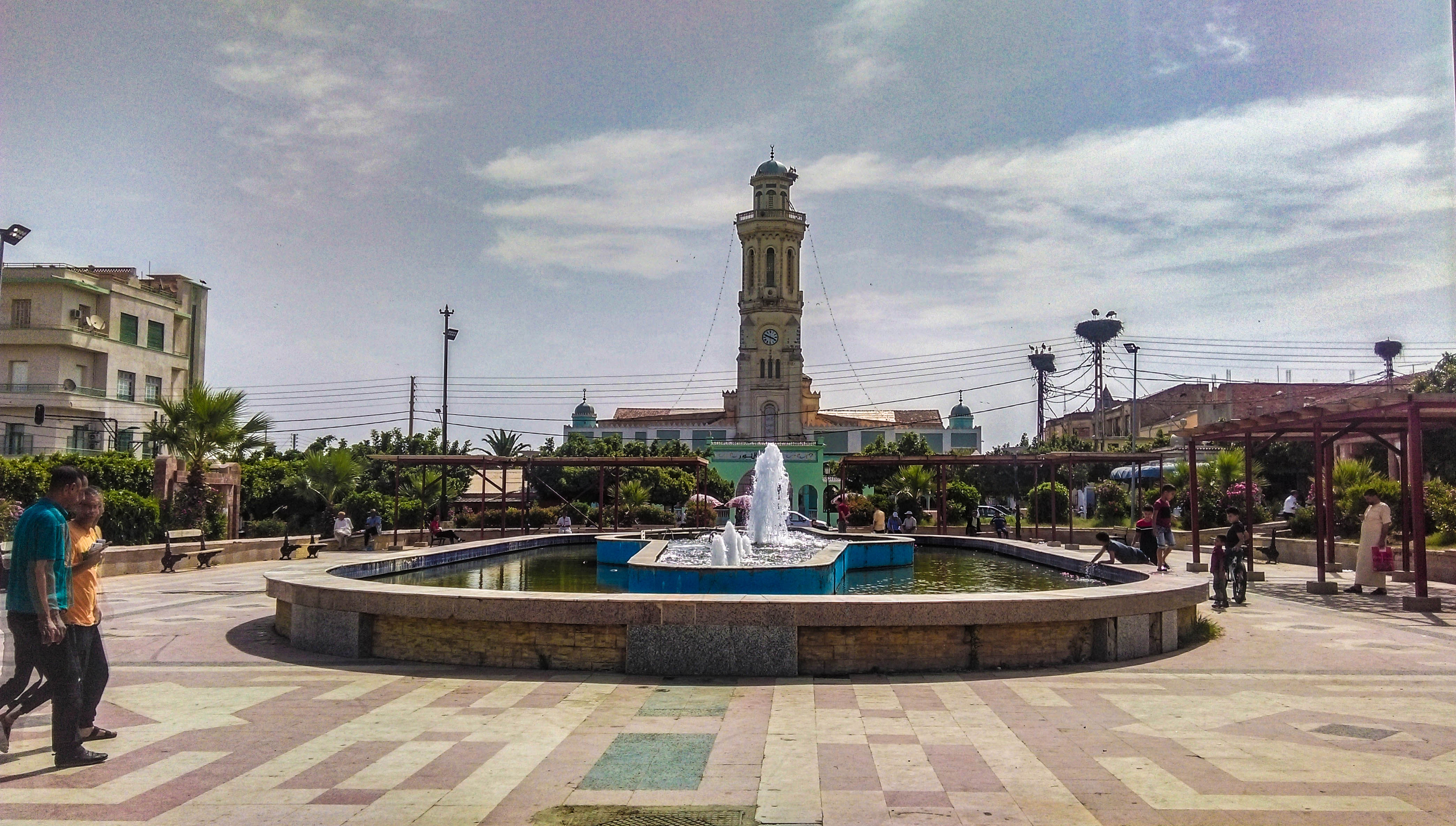
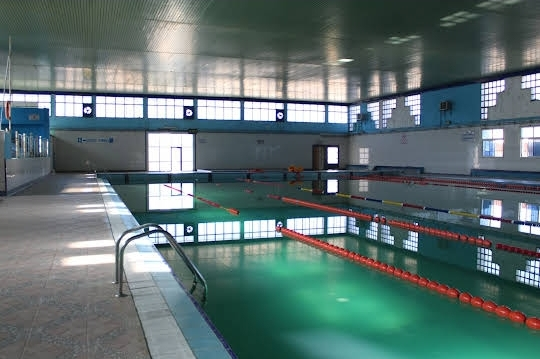

## رياضة
- سريع غليزان
- آفاق غليزان
- شبيبة غليزان
- أولمبي غليزان
- أسود مينا

## أعلام
- دومينيك كابريرا
- علي بومنجل
- محمد سوقار
- أبو عبد الله غلام الله
- الشاب مومن
- محمد مفلاح
- عبد الله هزيل
- محمد إيسياخم
- العقيد عميروش
- الشابة الزهرة الغليزانية
- عابد قصبة
- جلول بوناب
- الطاهر زوقاري
- الحاج بلخير
- فتيحة دوبة
- لزرق بن علو
- بن عودة حيرش
- مغيش يمينة
- عبد الرؤوف بن أحمد (مخرج)